# Podandrogyne pubescens
Podandrogyne pubescens är en paradisblomsterväxtart som beskrevs av Asplund. Podandrogyne pubescens ingår i släktet Podandrogyne och familjen paradisblomsterväxter. Inga underarter finns listade i Catalogue of Life.